# Нейтринная связь
Нейтринная связь — гипотетическая разновидность связи, беспроводная связь, при которой в качестве носителя сигнала
используются нейтрино. Впервые возможность передачи информации с помощью нейтрино высказал в 1967 году физик Мечислав Суботович в польском научном журнале Postepy Techniki Jadrowej («Шаги ядерной техники»). Первый эксперимент по передаче информации при помощи нейтрино был проведён в 2012 году. В настоящее время нейтринная связь не применяется на практике из-за трудностей детектирования нейтрино. Преимуществами являются отсутствие препятствий для распространения нейтрино и неограниченная дальность. Нейтринная связь как атрибут техники далёкого будущего упоминается в научно-фантастическом романе Станислава Лема «Глас Господа» и трилогии писателя-фантаста Лю Цысиня «Воспоминания о прошлом Земли».